# نوبه سبولة (حبيش)

تعديل مصدري - تعديل

نوبه سبولة محلة تابعة لقرية منزل عشي، التابعة لعزلة جبل عميقة بمديرية حبيش إحدى مديريات محافظة إب في الجمهورية اليمنية، بلغ تعداد سكانها 112 حسب تعداد اليمن لعام 2004.